# Ines Geipel
 (avril 2022).
Ines Geipel, née Schmidt en 1960 à Dresde, (Saxe), est une athlète de République démocratique allemande, qui pratiquait le saut en longueur et le relais.

## Biographie
C'est à l'âge de 14 ans, lors d'une « spartakiade », compétition de jeunes se déroulant dans l'ex-RDA, que ses qualités athlétiques ont été repérées. Elle fut alors intégrée dans un programme destiné à développer les talents, au moyen, elle l'apprit plus tard, d'une politique axée sur le dopage d’État.
Au début des années 1980, elle figurait dans l'équipe est-allemande qui préparait les Jeux olympiques d'été de 1984 de Los Angeles. Durant cette année elle a battu, avec son club (et Bärbel Wöckel, Ingrid Auerswald et Marlies Göhr), le record du monde du 4 × 100 mètres en 42 s 20. Finalement, en raison du boycott des jeux par les pays du pacte de Varsovie, elle ne participa pas aux jeux. 
Peu après, elle fut exclue de son sport : lors de la préparation aux jeux qu'elle effectuait au Mexique, elle était tombée amoureuse d'un athlète local avec qui elle avait élaboré un projet de défection. Des amis figurant parmi les opposants au régime sont une autre cause cette exclusion, exclusion qui se traduira également par une opération de l'appendicite au cours de laquelle son corps subira des actes destinés à la retirer définitivement du sport,.
Elle quitte l'Allemagne de l'Est en 1989, deux mois avant la chute du mur de Berlin, en passant par la Hongrie. Installée en Allemagne de l'Ouest, elle étudie la philosophie puis s’emploie à dénoncer dans des livres les conditions du succès des sportifs de l'ex-RDA. En 2000, elle est l’une des plaignantes au procès de Manfred Ewald et Manfred Höppner, deux des plus hauts responsables du sport en ex-RDA, pour leur rôle dans la mise en place du système de dopage organisé.
Pour conclure son combat, elle a fait la demande, en 2005, à la fédération allemande de retirer des tablettes ses performances et records, dont le record du monde, bien que non homologué par l'IAAF.
Elle est devenue professeure dans l'Académie des arts dramatiques Ernst-Busch de Berlin,.